# Anderskosten
Anderskosten sind in der Betriebswirtschaftslehre eine Kostenkategorie, der geringere Kosten in der Gewinn- und Verlustrechnung gegenüberstehen. Gegensatz sind die Grundkosten und die Zusatzkosten.

## Allgemeines
Eine Vielzahl von Kostenbegriffen wie fixe Kosten, variable Kosten, Verwaltungskosten oder Anderskosten erschwert eine gegenseitige Abgrenzung durch Festlegung des jeweiligen Begriffsinhalts und schafft Verwirrung bei der Entscheidung, welcher Kostenbegriff bei einem bestimmten Sachverhalt der richtige ist. Anderskosten setzen voraus, dass es einen Unterschied zwischen internem Rechnungswesen und externem Rechnungswesen gibt. Dabei steht den Anderskosten in der externen Gewinn- und Verlustrechnung ein geringerer Aufwand gegenüber als bei den kalkulatorischen Kosten. Anderskosten stellen keinen Wertverzehr wie echte Kosten dar, sondern lediglich den Umstand, dass ein Wertverzehr im internen Rechnungswesen in anderer Höhe als im externen Rechnungswesen bewertet wird.

## Entstehung
Anderskosten lassen sich zwar direkt aus einem korrespondierenden Aufwand ableiten, werden aber in ihrer Höhe „anders“ als der betreffende Aufwand erfasst. Es gibt entweder bewertungsbedingte oder aufwandsungleiche Anderskosten. Erfolgt beispielsweise in der Gewinn- und Verlustrechnung eine Abschreibung von den Anschaffungskosten, die kalkulatorischen Abschreibungen werden jedoch vom Wiederbeschaffungswert vorgenommen, so entsteht eine bewertungsbedingte Differenz bei den Abschreibungen, die als Anderskosten zu berücksichtigen ist. Aufwandsungleiche Anderskosten sind beispielsweise kalkulatorische Zinsen auf das Fremdkapital, wenn der in der Gewinn- und Verlustrechnung verbuchte Zinsaufwand geringer als marktüblich ist (etwa Zinssubvention bei Fördermitteln). 

## Arten
Für die Entstehung von als Anderskosten bezeichneten Differenzen gibt es zwei mögliche Konstellationen:
- Kosten > Aufwand: Die Kosten bis zur Höhe des Aufwands stellen Grundkosten dar, sind also Kosten, denen deckungsgleiche Aufwendungen (Zweckaufwendungen) gegenüberstehen. Die verbleibenden Kosten, die den Zweckaufwand übersteigen, bilden die Zusatzkosten. Den Zusatzkosten stehen keine Aufwendungen gegenüber.
- Kosten < Aufwand: Der Aufwand bis zur Höhe der Grundkosten stellt Zweckaufwendungen dar. Die verbleibenden Aufwendungen sind neutral; ihnen stehen keine Kosten gegenüber.

Die als Anderskosten bezeichneten Differenzen sind stets entweder kalkulatorische Zusatzkosten oder neutrale Aufwendungen.
Beispiel
Eine Maschine wird bilanziell mit 8.000 € pro Jahr abgeschrieben. Die kalkulatorische Abschreibung beträgt dagegen 10.000 € p. a.
Der Abschreibungsaufwand (Zweckaufwand) beträgt 8.000 €, die Grundkosten betragen ebenfalls 8.000 €. Der Überhang von 2.000 € stellt Zusatzkosten dar, weil ihm kein Aufwand gegenübersteht.
Umgekehrt: Die Maschine wird kalkulatorisch mit 8.000 € p. a. abgeschrieben. Dagegen beträgt die bilanzielle Abschreibung 10.000 € p. a.
Die kalkulatorischen Abschreibungen (Grundkosten) decken sich bis 8.000 € mit dem Abschreibungsaufwand (Zweckaufwand). Dem Überhang von 2.000 € stehen keine Kosten gegenüber. Der Überhang bildet neutrale Aufwendungen.

## Abgrenzung
In der Kostenrechnung wird klar zwischen Aufwand und Kosten abgegrenzt:
| Kosten/Aufwand                  | Unterart                     | Erläuterung |
| ------------------------------- | ---------------------------- | --- |
| Aufwand, aber keine Kosten      | neutraler Aufwand            | - betriebsfremder Aufwand (z. B. Spende) - außerordentlicher Aufwand (Verkauf einer Maschine unter dem Buchwert) - periodenfremder Aufwand (Nachzahlung von Gewerbesteuer) |
| Aufwand und gleichzeitig Kosten | - Grundkosten - Anderskosten | - Materialkosten/Personalkosten/Raumkosten - in der Finanzbuchhaltung steht ein Aufwand in anderer Höhe als in der Kostenrechnung gegenüber (Abschreibungen)               |
| Kosten, aber kein Aufwand       | Zusatzkosten                 | aufwandslose Kosten werden in der Finanzbuchhaltung nicht erfasst (kalkulatorischer Unternehmerlohn)                                                                       |

Kalkulatorische Kosten sind Kosten, denen kein Aufwand (Zusatzkosten) oder ein Aufwand in unzureichender Höhe (Anderskosten) gegenübersteht. Kalkulatorische Zinsen auf das Eigenkapital sind Zusatzkosten, kalkulatorische Zinsen auf das Fremdkapital sind Anderskosten, weil das Fremdkapital Zinsaufwand verursacht.

## Rechnungswesen
Anderskosten dürfen nach § 255 HGB nicht in die handelsrechtliche Bewertung von Anlage- und Umlaufvermögen einfließen.